# Mount Durham
Mount Durham ist ein 860 m hoher und größtenteils eisfreier Berg an der Gould-Küste des westantarktischen Marie-Byrd-Lands. Am nordwestlichen Ende der Tapley Mountains ragt er auf der Ostseite der Mündung des Scott-Gletschers in das Ross-Schelfeis auf.
Eine Mannschaft um den US-amerikanischen Geologen Laurence McKinley Gould (1896–1995) entdeckte ihn im Dezember 1929 im Rahmen der Byrd Antarctic Expedition (1928–1930) unter der Leitung des US-amerikanischen Polarforschers Richard Evelyn Byrd. Die Erstbesteigung im Dezember 1934 gelang einer Mannschaft um den US-amerikanischen Geologen Quin Blackburn (1900–1981) im Rahmen von Byrds zweiter Antarktisexpedition (1933–1935). Byrd benannte den Berg nach der Stadt Durham im US-Bundesstaat New Hampshire, Heimat von Stuart Douglas Lansing Pain (1910–1961), der an der Erstbesteigung beteiligt war.